# Æther Realm
Æther Realm — американская фолк-метал-группа из Гринвилла. Их музыка представляет собой смесь мелодичного дэт-метала и фолк-метала с лирическими темами о фэнтези и мифологии. На группу оказали влияние Wintersun и Children of Bodom. Они активны с 2010 года и выпустили три студийных альбома.

## Характеристики
Стиль
Фолк/мелодэт-звучание дебютного альбома часто сравнивают с ранними Ensiferum. Однако на последующих альбомах отмечается большее разнообразие стилей.
Лирика
Основные темы: Мифология, Фэнтези, Личные трудности.
Дизайн обложек

## История
В 2010 году Винсент Джонс, Генрих Арнольд и Джордж Изницки основали Æther Realm как сайд-проект своей прог-трэш группы Sakrament. Они выступили на разогреве у Finntroll и Ensiferum год спустя.
Их второй альбом Tarot включал гостевой вокал Кристофера Боуза из шотландской метал-группы Alestorm, оркестровую аранжировку Дэна Мюллера и 19-минутный финал «The Sun, The Moon, The Star». Tarot был назван альбомом года рецензентами музыкального блога Angry Metal Guy.
В 2017 году Æther Realm гастролировали по Европе вместе с Alestorm и Troldhaugen, а также выступили хедлайнерами Pocono Folk Metal Festival.
Группа подписала контракт с Napalm Records в 2018 году. Они выпустили свой третий студийный альбом Redneck Vikings From Hell в 2020 году.
Группа выпустила сингл под названием «Should I?» (2023), в записи которого принял участие Бьорн «Speed» Стрид из Soilwork, в честь тура по Великобритании и Ирландии вместе с Nekrogoblikon и Cage Fight.

## Участники

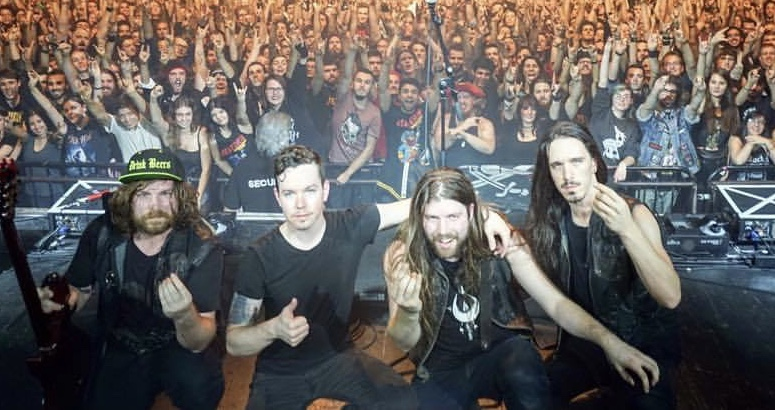
Участники группы.

Текущий состав
- Vincent Jones[комм. 1] — бас, вокал(2010—н. в.)
- Heinrich Arnold[комм. 2] — гитары (2010—н. в.)
- Tyler Gresham — ударные (2010—н. в.)
- Donny Burbage[комм. 3] — гитары (2014—н. в.)

Бывшие участники
- George Yiznitsky[комм. 4] — гитары (2010—2011)
- Robbie March — клавишные (2010)
- Jack Dougherty — гитары (2011—2014)

## Дискография
Альбомы
- One Chosen by the Gods (2013)
- Tarot (2017)
- Redneck Vikings From Hell (2020) #16 US Top New Artist Albums

Прочее
- Odin Will Provide (2011) — EP
- The Magician (2013) — сингл
- The Chariot (2015) — сингл
- Goodbye (2020) — сингл
- Should I? (2023) — сингл